# Justicia cabrerae
Justicia cabrerae är en akantusväxtart som beskrevs av Leonard.. Justicia cabrerae ingår i släktet Justicia och familjen akantusväxter. Inga underarter finns listade i Catalogue of Life.